# Tasmarubrius truncus
Tasmarubrius truncus is een spinnensoort uit de familie Macrobunidae. De soort komt voor in Tasmanië.